# Arthur Hallam

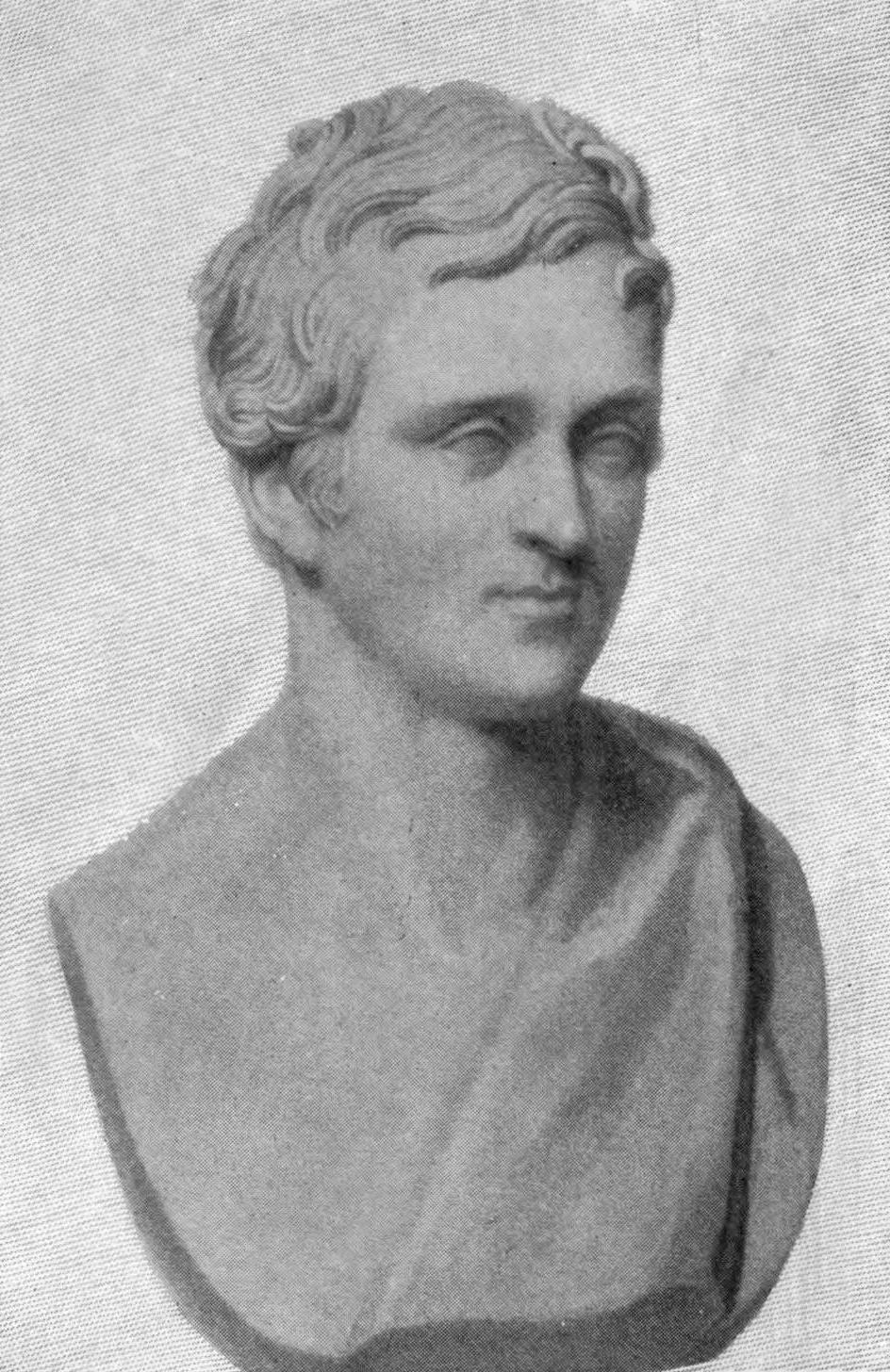
Arthur Hallam.

Arthur Henry Hallam (1 de febrero de 1811 - 15 de septiembre de 1833) fue un poeta inglés, conocido por su amistad con Alfred Tennyson, quien le dedicó el poema In Memoriam A.H.H., una de sus mejores obras. A Hallam se le describe como el jeune homme fatal de su generación.

## Biografía
Nació en Londres, hijo de un historiador, Henry Hallam. Asistió a la escuela en el Eton College, donde conoció al futuro primer ministro británico William Ewart Gladstone. Los dos entablaron una intensa amistad de cuatro años que terminó en 1828 cuando Hallam partió para viajar por Italia y Gladstone para asistir a la Universidad de Oxford
En octubre de 1828 llegó al Trinity College, donde conoció a Tennyson. Los dos se unieron al grupo conocido como los Apóstoles de Cambridge. Sus intereses comunes les llevaron a una fuerte amistad, y Arthur acabó comprometiéndose con la hermana de Alfred, Emilia Tennyson. Mientras viajaba al extranjero con su padre, murió repentinamente en Viena de una hemorragia cerebral.
Tennyson no sólo le dedicó uno de sus mejores poemas, sino que además llamó a su hijo 'Hallam' en honor a su difunto amigo.
Hallam está enterrado en la iglesia de St. Andrew's en Clevedon, Somerset.